# Evaniella haenschi
Evaniella haenschi är en stekelart som först beskrevs av Günther Enderlein 1901.  Evaniella haenschi ingår i släktet Evaniella och familjen hungersteklar. Inga underarter finns listade i Catalogue of Life.